# Jaime de Almeida
Jaime de Almeida Filho est un entraîneur et un ancien footballeur brésilien né le 17 mars 1953 à Rio de Janeiro. Actuellement, il est chargé d'entraîner l'équipe de Flamengo dans le championnat du Brésil.

## Palmarès

### Joueur
Flamengo
- Championnat de Rio de Janeiro : 1974

 São Paulo
- Championnat de São Paulo : 1980

### Entraîneur
Flamengo
- Coupe du Brésil de football : 2013
- Championnat de Rio de Janeiro : 2014